# Мерзляков, Юрий Иванович
Ю́рий Ива́нович Мерзляко́в (1 июня 1940 — 23 января 1995) — советский и российский математик, специалист в области теории групп.

## Биография
Родился 1 июня 1940 г. в г. Оханске Молотовской (Пермской) области в семье бухгалтера и учительницы начальных классов. Там же учился в средней школе.
В 1961 году с отличием окончил механико-математический факультет Пермского государственного университета и был оставлен на кафедре высшей алгебры и геометрии. Затем учился в аспирантуре Института математики СО АН СССР под научным руководством М. И. Каргаполова.
С 1964 г. и до конца жизни работал в Институте математики имени С. Л. Соболева СО РАН. Является автором многочисленных статей по теории групп.
По совместительству работал в Новосибирском государственном университете, с 1968 г. доцент, с 1973 г. профессор, читал курс высшей алгебры.
Доктор физико-математических наук (1972), профессор (1975).